# (10727) Akitsushima
(10727) Akitsushima – planetoida z pasa głównego asteroid okrążająca Słońce w ciągu 5 lat i 199 dni w średniej odległości 3,13 j.a. Została odkryta 25 lutego 1987 roku w obserwatorium w Ojima przez Tsuneo Niijimę i Takeshiego Uratę. Nazwa planetoidy pochodzi od Akitsushimy, starożytnej nazwy Japonii używanej przez pierwszego cesarza Jimmu i opisującej ukształtowanie kraju. Przed nadaniem nazwy planetoida nosiła oznaczenie tymczasowe (10727) 1987 DN.